# 耶夢加得

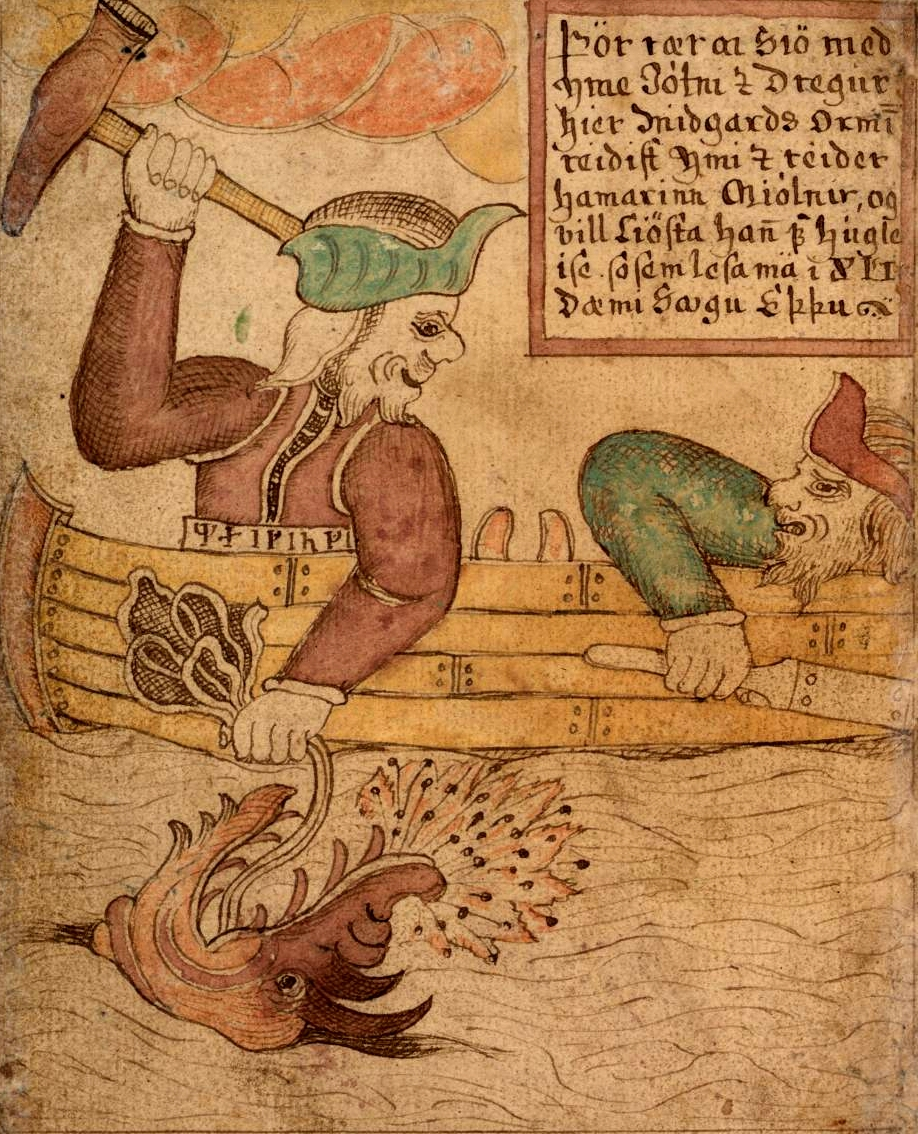
18世紀冰島手抄本中托爾釣世界蛇的插圖

耶夢加德（Jörmungandr），又譯约尔蒙干德、尤蒙剛德，或稱為中土巨蛇、米德加特大虫，本意是“巨大的怪獸”，是北歐神話中的巨大海蛇，是火與詭計之神洛基與女巨人安爾伯達（Angerboda）所生的三名兒女中的次子，哥哥是魔狼芬里爾，妹妹是死神赫爾（Hel）。
根據《埃達經》的記載，耶夢加德是一條身型極為龐大的巨蛇，牠與巨狼芬里爾、死神赫爾都充滿着邪惡的力量。主神奧丁感到洛基的這三名兒女都是阿斯嘉特的重大威脅，也將會是破壞世界的禍根，於是分別想出主意來壓制牠們。奧丁趁耶夢加得還年輕時，就把牠扔進環繞着人間世界的無底深海之中，可是巨蛇的體型已經非常龐大，牠把身子伸展，竟然剛好在深海的另一端咬着自己的尾巴（姿態仿如銜尾蛇）。耶夢加得在海中不能掙脫，只好把身體緊攏着，把整個塵世（Midgard）圍堵了，因而被稱為「世界蛇（World Serpent）」、「塵世巨蟒（Midgard Serpent）」及「圍繞中庭的巨蛇（Midgardsormr，Midgard-Worm）」。而牠生命中的宿敵，就是諸神之中最強的雷神索爾。

## 相關神話

### 被索爾舉起的貓

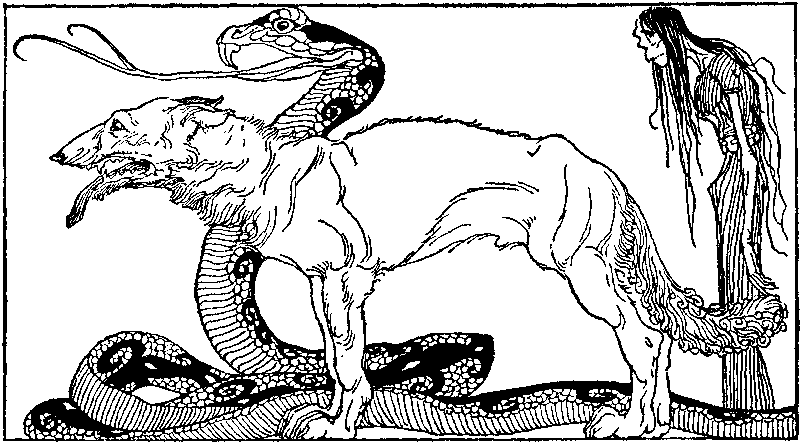
洛基的兒女們

某次，雷神索爾探訪外域，遇到了當地的國王烏特迦·洛奇。國王出了一些難題刁難索爾，其中一項便是要求索爾把國王所養的一隻貓舉起。以力大無窮聞名的索爾接受考驗，誰知使盡力氣都只能舉起貓的一隻腳，這結果令索爾沮喪不已。最後，國王告訴索爾，原來一路以來的考驗都是國王所施的法術，他要求索爾舉起的貓，真身其實就是大蛇耶夢加德。耶夢加得的巨大足以環繞人間世界，而索爾竟然可以把牠舉起一部份，可見索爾的力量如何強大。

### 垂釣巨蛇

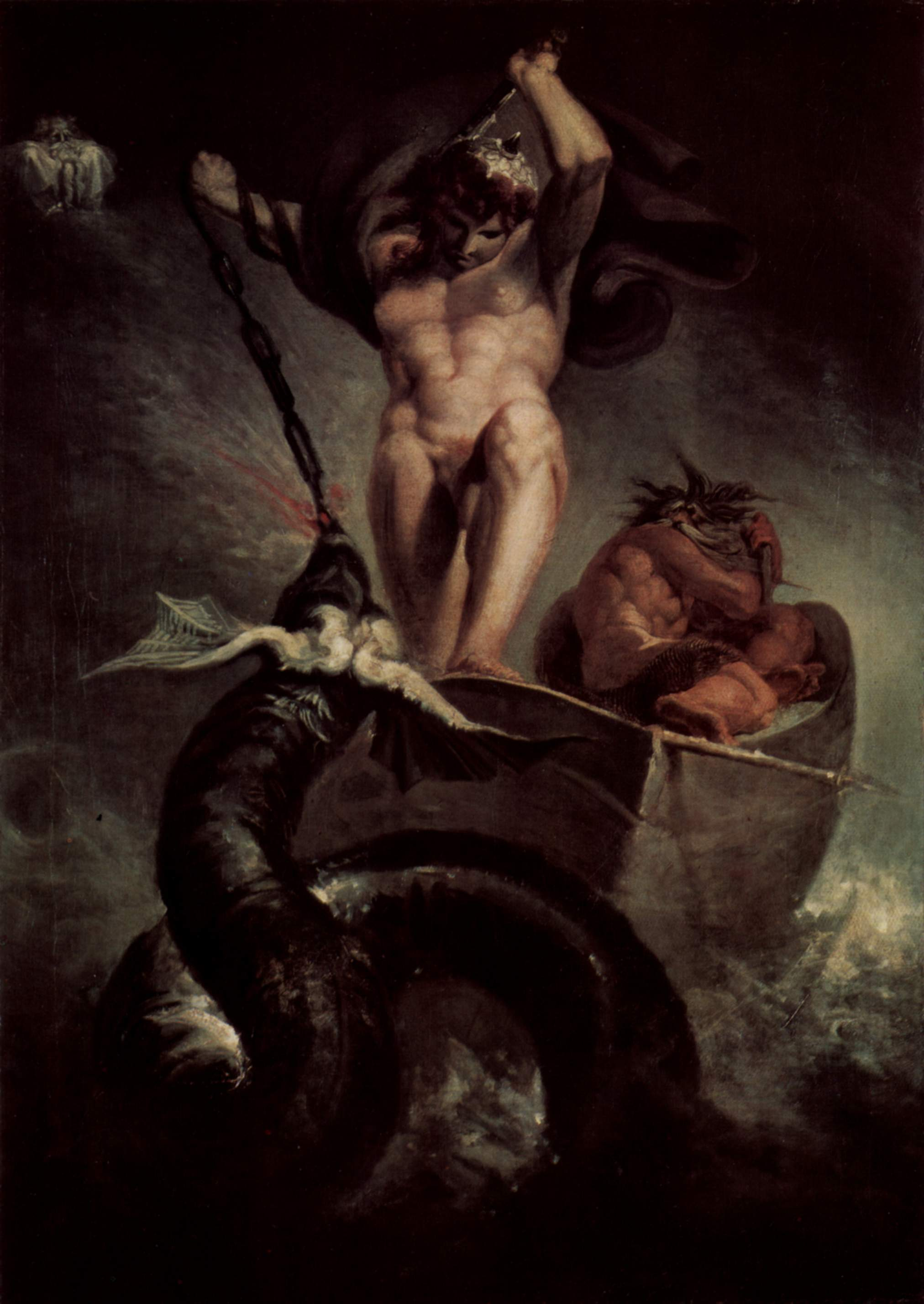
索爾大戰巨蛇（約翰·亨利希·菲斯利，1788年）

另一個關於巨蛇的故事也是跟索爾有關的。某次，索爾隨巨人西米爾出海捕魚，為了向西米爾顯露實力，索爾把船開到離岸遠處，以巨牛的頭部當作魚餌，放到海洋深處，用盡畢生氣力與咬着牛頭的巨蛇角力，成功把巨蛇引出海面。巨蛇耶夢加德沖到海面後，既驚且怒，牠不斷釋放毒氣與蛇血，並使力拉扯着，連索爾立足的船隻都受到破壞。這時候，索爾拿起巨鎚想要擊在巨蛇頭上，可是西米爾卻怕得把絲線剪斷了。跌回大海的巨蛇，從此與索爾有着不共戴天之仇。

### 諸神的黃昏
在北歐神話的末日之戰「諸神的黃昏」中，耶夢加德與地上的邪惡勢力互相產生共鳴。牠從睡夢中甦醒過來，在海底不斷翻騰着，引起滔天巨浪淹沒世界，並且來到阿斯加特的土地上，正式向諸神宣戰。牠的交戰對手，正是與牠有極深恩怨的雷神索爾。索爾深深了解巨蛇的威力，不敢怠慢，三度將雷神之鎚擲向耶夢加德，都被耶夢加得巧妙避過。巨蛇亦不示弱，一直向索爾噴出毒液。最後，索爾成功以巨鎚擊中了巨蛇，巨蛇的毒液亦深入索爾的身體，結果雙方同歸於盡。

## 流行文化的媒體亮相
- 《維京傳奇》
- 《戰神》
- 《戰神：諸神黃昏》

## 註解
1. ↑  瑞典語：Jörmungand；冰島語：Jörmungandur
2. ↑  挪威語：Midgardsormen；丹麥語、瑞典語：Midgårdsormen；冰島語：Miðgarðsormur